# Myrmia micrura
O estrelinha-de-cauda-curta, também conhecido por colibri-de-cauda-curta (nome científico: Myrmia micrura) é uma espécie de ave apodiforme pertencente à família dos troquilídeos, que inclui os beija-flores. É o único representante do gênero Myrmia, que é monotípico. Por sua vez, também é, consequentemente, a espécie-tipo deste gênero. Pode ser encontrada em altitudes que variam entre o nível do mar até os 200 metros acima do mesmo, se distribuindo desde o Peru ao Equador.

## Etimologia
Na nomenclatura binomial, o nome desse gênero deriva da aglutinação de dois termos derivados da língua grega antiga, sendo tais termos, respectivamente: μυρον, muron, que significa literalmente algo como "gracioso, encantador, doce", este adicionado da palavra μυιας, muias, que significa literalmente "mosca, mosquito", porém, neste contexto, denota uma espécie ou um grupo de aves de tamanho muito pequeno. O descritor específico desta espécie, por sua vez, também deriva da amálgama de termos em grego antigo, sendo estes: μικρος, mikrós, este que significa "pequeno, curto" em referência ao comprimento, adicionado de outra palavra, ουρος, ouros, significando "caudado" através de um outro termo mais antigo: ουρα, oura, que significa "cauda", em sentido mais amplo.
Seus nomes comuns dentro do português brasileiro e português europeu, respectivamente, se baseiam nas características fisiológicas desta ave: a "estrelinha-de-cauda-curta" que descreve principalmente o comprimento pequeno de sua cauda, ao que seu nome em português europeu também segue a mesma lógica.

## Descrição
O estrelinha-de-cauda-curta apresenta uma média de seis centímetros de comprimento, pesando cerca de 2,3 gramas, o que os caracteriza como um dos beija-flores de menor porte. Esta espécie, juntamente com o estrelinha-de-gargantilha, está entre as menores da América do Sul, embora o estrelinha-abelhão apenas seja um pouco mais longo do que este último. Esta ave apresenta um bico preto muito curto ligeiramente curvilíneo, que mede em torno de 13 milímetros. Ao que os dois sexos do estrelinha-de-cauda-curta têm a plumagem similar, com partes superiores em verde, a espécie apresenta um dimorfismo sexual mediano. A principal diferença fisiológica entre machos e fêmeas se manifesta na plumagem da garganta, que é violeta rosado nos machos, ao que na fêmea, assim como o restante do corpo, é esverdeada. Os flancos do beija-flor macho são brancos manchados de castanho. Na fêmea, os flancos são esbranquiçados com manchas amarelas-pálidas ou amarelas-canela. Sua cauda, de comprimento curto, mostra-se similar entre os sexos, porém o macho não possui penas de pontas brancas do lado externo, exclusividade das fêmeas. O macho possui uma faixa branca na cabeça, que inicia desde a lateral do olho e segue até o bico.

## Sistemática
A espécie foi descrita primeiramente no ano de 1854, pelo influente ornitólogo e ilustrador científico inglês John Gould, que descreveria a espécie originalmente dentro de Calothorax, através do tipo nomenclatural a ser coletado anteriormente por alguma localidade no Peru. Posteriormente, o naturalista e bibliotecário francês Martial Étienne Mulsant reclassificaria a ave no gênero Myrmia, onde se classifica até atualmente. Por ser o único representante de seu gênero, esta ave se classifica um monotipo, com sua única espécie se caracterizando como uma espécie-tipo. Esta espécie não possui nenhuma subespécie reconhecida.

## Distribuição e habitat
O estrelinha-de-cauda-curta pode ser encontrado na parte sul da província de Manabí, no Equador, ao sul do Peru, até o norte do departamento de La Libertad. Habita arbustos áridos, matagais e jardins urbanos. É principalmente uma ave das terras baixas. Dentro de sua distribuição equatoriana, geralmente ocorre até os 200 metros acima do nível do mar, porém, através da província de Loja, possa ser encontrado até 800 metros do nível do mar. Da mesma forma, pelo Peru, geralmente é encontrado a algumas centenas de metros do nível do mar, mas ocorre localmente em altitudes de até os 1200 metros.

## Comportamento
O estrelinha-de-cauda-curta é residente durante todo o ano na maior parte do seu alcance, mas acredita-se que deixa as áreas costeiras imediatas pela estação chuvosa.

### Alimentação
O estrelinha-de-cauda-curta procura néctar em todas as alturas, porém na maioria das vezes se alimentam perto do solo. Eles alimentam-se, ainda, de insetos e  pequenos artrópodes. Faltam detalhes de sua dieta, mas foi registrado alimentando-se de plantas floridas das famílias Malvaceae e Fabaceae. Muitas vezes é atraído por flores plantadas ao redor das casas.

### Reprodução
Quase toda a informação existente sobre a fenologia de reprodução do estrelinha-de-cauda-curta vem de observações no sudoeste do Equador, onde a época de reprodução é principalmente de março a maio. Os machos fazem um vôo de corte em forma de imã. As fêmeas constroem um ninho com formato de xícara com penugem e teia de aranha na forquilha de um galho fino. É tipicamente construído entre 0,6 aos 2,6 metros acima do solo. A fêmea incuba a ninhada de dois ovos por 15 a 16 dias e a emplumação ocorre 22 a 23 dias após a eclosão.

### Vocalizações
O canto do estrelinha-de-cauda-curta macho, ocorre durante o cortejo sexual, é "uma série doce e aguda de notas tititi intercaladas com um sweee agudo". As vocalizações da espécie são um "fino tchi-tchi-tchi".

## Estado de conservação
União Internacional para a Conservação da Natureza avalia o estrelinha-de-cauda-curta como sendo uma espécie "pouco preocupante", embora o tamanho e a tendência de sua população sejam desconhecidos, o que acredita-se é que estejam estáveis. É considerado bastante comum a comum no Equador e incomum a bastante comum no Peru. "Pelo menos no curto prazo, [ele] parece ser pouco afetado pelas atividades humanas".